# カルメン・フランコ (初代フランコ女公爵)
マリア・デル・カルメン・フランコ・イ・ポロ（スペイン語: María del Carmen Franco y Polo、1926年9月14日 - 2017年12月29日）は、スペインの貴族。初代フランコ女公爵。総統フランシスコ・フランコの一人娘であり、第10代ビリャベルデ侯爵クリストバル・マルティネス＝ボルディウの妻。フランシスコ・フランコ財団名誉理事長などを歴任。

## 経歴
1926年9月14日、アストゥリアス州オビエドにフランシスコ・フランコとカルメン・ポロの間の娘として生まれた。母と同じカルメンと命名されたが、カルメンシータと呼ばれた。軍人だった父の勤務先に従って各地を転々としたが、フランコが陸軍参謀総長に任命された1935年からマドリードで暮らした。
1936年に左翼連合政権「人民戦線」が誕生するとフランコは反乱軍の指揮を執ってスペイン内戦を戦った。フランコの妻と娘ははじめドイツの汽船に乗ってフランスに亡命していたが、1936年9月に海路でポルトガルへ行き、スペイン西部カセレスに入り、フランコと合流した。同年10月1日のフランコの国家元首と大元帥への就任式にはフランコの妻と娘の姿もあった。その後も1939年までスペイン内戦は続いたが、その間は彼女と母はサラマンカにある司教の宮殿で暮らした（カトリック教会はフランコを支持していた）。
1939年3月28日にマドリードが陥落して「人民戦線」政府が崩壊し、フランコがスペインの統治者となった後、マドリードの北西20キロの所にあるエル・パルド宮殿がフランコ一家の居城となり、そこで暮らした。
彼女はイギリスのエリザベス王女（後の女王エリザベス2世）をお手本とした教育を受けた。
1950年8月1日に外科医で貴族の第10代ビリャベルデ侯爵クリストバル・マルティネス＝ボルディウと結婚。結婚式は壮麗に行われ、彼女は高価な宝石入りのダイアデムを身に着けていた。夫妻は7人の子供を儲けた。
1975年11月20日に父のフランコ総統が死去し、フランコの遺言によりフアン・カルロス1世がスペイン王に即位して王政復古した。フアン・カルロス1世は即位直後の11月26日にカルメンをフランコ女公爵に叙した。
1976年に創設されたフランシスコ・フランコ財団の名誉理事長などを務めた。
2008年11月には歴史家のヘスス・パラシオス・タピアスとスタンリー・ジョージ・ペインとともに「Franco, mi padre（我が父フランコ）」を出版した。それによれば父フランコは彼女にスペイン内戦について話したことはなかったといい、「家では戦争や暴力の話はしない。私は普通の生活を望んでいた」と語っている。また彼女にとって父は常に「並外れた人物」であったという。
2017年12月29日に死去した。フランコ公爵位は長女のマリア・デル・カルメン・マルティネス＝ボルディウ・イ・フランコが継承した。

## 子孫
- 長女 第2代フランコ女公爵マリア・デル・カルメン・マルティネス＝ボルディウ・イ・フランコ (1951年2月26日-) カディス公爵（スペイン語版）アルフォンソ（スペイン王アルフォンソ13世の次男セゴビア公ハイメの長男）と結婚。1984年にジャン＝マリー・ロッシと再婚。2006年にホセ・カンポス・ガルシアと再再婚し、2013年離婚
  - ボルボーン公爵フランシスコ・デ・アシス・デ・ボルボーン・イ・マルティネス＝ボルディウ（スペイン語版） (1972年11月22日-1984年2月7日)
  - アンジュー公爵ルイス・アルフォンソ・デ・ボルボーン・イ・マルティネス＝ボルディウ (1974年4月25日-)
  - マリー・シンシア・ロッシ (1985年4月28日-)
- 次女 マリア・デ・ラ・オ・"マリオラ"・マルティネス＝ボルディウ・イ・フランコ (1952年11月19日-) ラファエル・アルディド・ビジョスラドと結婚
  - フランシスコ・デ・ボルハ・アルディド・イ・マルティネス＝ボルディウ (1975年12月20日-)
  - ハイメ・ラファエル・アルディド・イ・マルティネス＝ボルディウ (1976年9月28日-)
  - フランシスコ・ハビエル・アルディド・イ・マルティネス＝ボルディウ (1987年4月7日-)
- 長男 第11代ビリャベルデ侯爵フランシスコ・フランコ・イ・マルティネス＝ボルディウ (1954年12月9日-) マリア・デ・スエルベス、ミリアム・ギサソラと結婚
  - フランシスコ・フランコ・イ・デ・スエルベス (1982年11月30日-)
  - フアン・ホセ・フランコ・イ・デ・スエルベス (1985年9月29日-)
  - アルバロ・フランコ・イ・ギサソラ (1994年8月15日-)
  - ミリアム・フランコ・イ・ギサソラ (1996年2月5日-)
- 三女 マリア・デル・マル・"マリー"・マルティネス＝ボルディウ・イ・フランコ (1956年7月6日-) ジミー・ヒメネス＝アルナウ（スペイン語版）と結婚
  - レティシア・ヒメネス＝アルナウ・イ・マルティネス＝ボルディウ (1979年1月25日-)
- 次男ホセ・クリストバル・マルティネス＝ボルディウ・イ・フランコ (1958年2月10日-) ホセ・トレド（スペイン語版）と結婚
  - ダニエル・マルティネス＝ボルディウ・イ・トレド (1990年6月11日-)
  - ディエゴ・マルティネス＝ボルディウ・イ・トレド (1998年5月4日-)
- 四女マリア・デ・アランサス・"アランチャ"・マルティネス＝ボルディウ・イ・フランコ (1962年9月16日-)
- 三男ハイメ・フェリペ・マルティネス＝ボルディウ・イ・フランコ (1964年7月8日-) ヌリア・マルチェ・イ・アルメラと結婚
  - ハイメ・マルティネス＝ボルディウ・イ・マルチェ (1999年11月13日-)